# Iglesia de San Pedro (Almería)
La iglesia de San Pedro de Almería es un templo católico situado en la ciudad de Almería (Andalucía, España).

## Historia y arquitectura

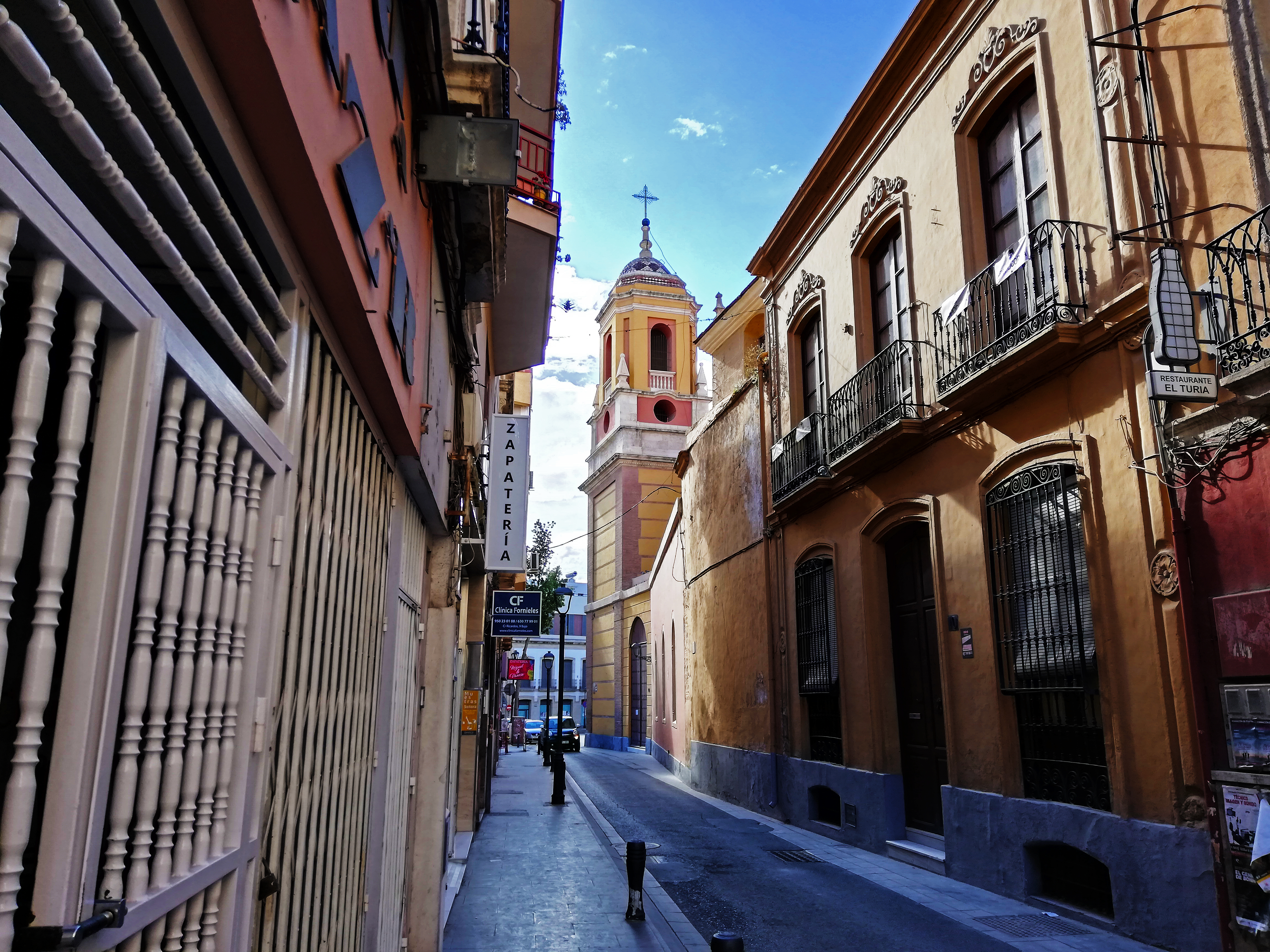
Torre sur de la Iglesia de San Pedro vista desde la calle Ricardos, Almería, España.

Se instala en 1495 sobre una antigua mezquita que había al este de la muralla, aunque el actual edificio está construido en el solar que ocupó el convento de los Franciscanos hasta su destrucción, según las fuentes, por un terremoto en 1790 y sus réplicas, aunque este extremo entra en desacuerdo con otras fuentes eclesiásticas. Su construcción data de 1795 y fue terminado cinco años después, a cargo del arquitecto Juan Antonio Munar. El templo consta de una sola nave, a la que se abren varias capillas y es de estilo neoclásico con una fachada principal formada por dos torres gemelas y un frontón triangular. 
Durante la Guerra civil española se construyó un pequeño refugio antiaéreo bajo el edificio, con capacidad para unas 200 personas. En el transcurso de un bombardeo, la cúpula del campanario izquierdo fue severamente dañado por un proyectil. Se pudo restaurar una vez terminada la contienda, en 1940, pudiendo verse la diferencia de color entre los baldosines que cubren los dos campanarios.

## Arte
Entre el patrimonio de su interior destacan los frescos de la cúpula del altar mayor, representando el dogma de la inmaculada obra de Fray Juan García del siglo XVIII. Los titulares de la hermandad del Entierro obra de Nicolás Prados escultor de 1945,y un cristo de la expiración obra del mismo autor de 1942, así como un retablo de la hermandad del Rocío de Almería del siglo XVII,y los relieves y tallas de piedra que coronan el altar mayor diocechescos. En cuanto a cuadros, destacar dos que se encuentran en el retablo neogotico del altar mayor, representando la circuncisión de Jesús y la visita de María a su tía Isabel, de José risueño de finales del siglo XVII o principios del siglo XVIII.
Aquí tienen su sede las Hermandades de la Santa Cena y del Santo Sepulcro que realizan estación de penitencia la tarde del Domingo de Ramos y Viernes Santo respectivamente. También es sede de la Hermandad de Nuestra Señora del Rocío de Almería.